# ساعت شلوغی ۳
ساعت شلوغی ۳ یک فیلم کمدی-اکشن سال ۲۰۰۷ و سومین فیلم از سری فیلم‌های ساعت شلوغی، با بازی کریس تاکر و جکی چان می‌باشد که با ساعت شلوغی محصول سال ۱۹۹۸ شروع و با ساعت شلوغی ۲ محصول ۲۰۰۱ ادامه یافت. فیلم به‌طور رسمی در ۷ مه ۲۰۰۶ افتتاح و در ۴ ژوئیه ۲۰۰۶ بر روی پرده رفت. این فیلم در سه شهر پاریس، لس آنجلس و هنگ کنگ فیلم‌برداری شده‌است.
رومن پولانسکی کارگردان و برنده جایزه اسکار بهترین کارگردانی نیز به‌طور افتخاری در این فیلم بازی کرده‌است.

## دنباله
جکی چان با انتشار عکس مشترک خود و کریس تاکر در اینستاگرام خبر از ساخت قسمت چهارم این فیلم داد.

## داستان فیلم
داستان فیلم از آنجا شروع می‌شود که سفیر چین در حال سخنرانی در بین دیپلمات‌های سایر کشورها به منظور افشاگری در مورد بعضی گروه‌های تروریستی چین مورد هدف تیراندازی فردی قرار می‌گیرد.
بادیگارد وی، سربازرس لی (جکی چان)، به تعقیب وی می‌پردازد. جیمز کارتر (کریس تاکر) که از اعضای پلیس لس آنجلس است نیز به دنبال لی، به تعقیب وی می‌پردازد ولی فرد تیرانداز فرار می‌کند. لی و کارتر به دنبال سرنخ‌هایی به پاریس می‌روند و متوجه می‌شوند که چیزی که سفیر چین می‌خواست افشا کند، لیستی است از نام روسای باندهای خلافکار چین، که بر پشت سر دختری به نام ژان وی اف خالکوبی شده‌است. در این بین ماجراهای دیگری مانند گروگان گرفتن دختر سفیر چین نیز اتفاق می‌افتد که به جذابیت فیلم می‌افزاید.

## بازیگران
- جکی چان در نقش سربازرس لی
- کریس تاکر در نقش کاراگاه جیمز کارتر
- روزلین سانچز در نقش ایزابل مولینا
- ایوان آتال در نقش جورج
- تزی ما در نقش کنسول هان
- رومن پولانسکی در نقش کاراگاه روی
- ماکس فون سیدو در نقش رینارد
- هیرویوکی سانادا در نقش کنجی
- ژانگ جینگچو در نقش سو یانگ